# Юрюзань (присілок)
Юрюза́нь (рос. Юрюзань, башк. Йүрүҙән) — присілок у складі Караідельського району Башкортостану, Росія. Входить до складу Караярської сільської ради.
Населення — 25 осіб (2010; 29 у 2002).
Національний склад:
- башкири — 97 %